# 洪佛泛树蛙
洪佛泛树蛙（学名：Polypedates hungfuensis）为树蛙科泛树蛙属的两栖动物，是中国的特有物种。分布于广西、四川等地。该物种的模式产地在四川都江堰市洪佛山。